# Амагерский пляж
Амагер-Страннпарк (дат. Amager Strandpark) — пляж и парк протяжённостью 4,6 км в Копенгагене. Расположен вдоль восточного берега острова Амагер со стороны пролива Эресунн. Пляжу присвоена награда «Голубой флаг».
Парк основан в 1934 году, а в 2005 году был сооружён искусственный остров длиной 2 км, отделённый от первоначального пляжа лагуной, через которую переброшены три моста. Пляж разделён на две части. В северной части расположен естественный песчаный пляж с небольшими дюнами. В южной части проложен широкий променад и построены площадки для игр с мячом и пикников. В южном конце пляжа есть небольшой причал для яхт и парковка. В лагуне есть мелководные зоны для детей, а также километровая дорожка для плавания.
На пляже разрешено разводить костры, в прибрежной зоне можно заниматься каякингом и дайвингом. Также предусмотрены площадки для занятий спортом и концертов на открытом воздухе. С берега хорошо видна морская ветряная электростанция «Миддельгрунн». До пляжа можно добраться со станций метро Амагер-Странн и Фемёрен линии М2 Копенгагенского метрополитена.